# Megonten
Megonten is een bestuurslaag in het regentschap Demak van de provincie Midden-Java, Indonesië. Megonten telt 2802 inwoners (volkstelling 2010).